# 水原睦実
水原 睦実（みずはら むつみ、2月2日 - ）は、日本の女優。大阪市平野区出身。在日韓国人3世。ロットスタッフ所属。

## 人物
身長156cm。
趣味は韓国語、野球観戦(千葉ロッテマリーンズ)、珠算。特技は、絵画、ジャズダンス。
かつては新宿芸能社に所属し、「ムッチー水原」や「水原 睦」名義でも活動。
両親の看病中、親族の面会を断った際に罵声を浴びたことがあり、両親を看取った翌年、甲子園の大阪桐蔭と金足農業の試合を見ていて大阪桐蔭のアウェーの空気感に自身を投影してしまい大阪桐蔭メンバーを応援したことがきっかけで千葉ロッテマリーンズの藤原恭大外野手を好きになり千葉ロッテマリーンズを応援するようになった。

## 出演

### テレビドラマ
- お・ばんざい（2007年9月 - 10月、ドラマ30、TBS） - ダンサー 役

### 映画
- レンタル×ファミリー（2022年 阪本武仁監督作品） - 保育士 役
- いつか、いつも･･････いつまでも。（2022年 長崎俊一監督作品）- 看護師 役
- ミゾロギミツキを探して（2019年 吉野竜平監督作品） - 霊媒師 妹 役
- きみはなにも悪くないよ（2017年 岡元雄作監督作品） - 取材記者 役
- Mobius（2015年 TOYOKI監督作品） - 主演

### 舞台
- 光垂れーる(2019年 阿佐ヶ谷アルシェ) - 主宰：ぽこぽこクラブ
- 沼袋十人斬り・改訂版(2011年 シアタートラム) - 主宰：THE SHAMPOO HAT
- 母の桜が散った夜(2010年 赤坂レッドシアター) - 主宰：STRAYDOG
- 歌の翼にキミを乗せ(2008年 赤坂レッドシアター) - 主宰：新宿芸能社
- 紅葉狩り(2008年 新宿スペース・ゼロ) - 主宰：ラフカット2008
- へそのはなし(2007年 新宿シアターブラッツ) - 主宰：新宿芸能社
- 『何日君再来』イツノヒカキミカエル(2007年 日生劇場/シアタードラマ・シティ) - 主宰：AsianBeatFiction
- ちんどん(2006年 新宿シアターブラッツ) - 主宰：新宿芸能社
- THE NINJA STAR ～五反田忍者危機一髪～(2006年 池袋小劇場) - 主宰：いれずみベービー

### その他映像作品
- 映画監督橋口亮輔『ワークショップのひとびと。』(同棲前夜①/同棲前夜②) - YouTubeチャンネル
- ルーツ公演『吉野家の奇跡』-YouTubeチャンネル
- ザ!世界仰天ニュース（日本テレビ） - 2023年10月3日『闇バイト』 母親 役
- ホームドラマチャンネル『お母さんが一緒』(橋口亮輔監督作品)アナザーストーリー